# Hadrodactylus slavonicus
Hadrodactylus slavonicus là một loài tò vò trong họ Ichneumonidae.